# Protectorat de Porto Novo
El protectorat de Porto-Novo fou un regne africà sota protecció francesa entre 1882 i 1908.
El regne de Porto Novo tenia com a sobirà a Sodji (1848-1864) quan l'1 de juliol de 1851 el regne de Dahomey va signar un tractat d'amistat i comercial amb França; el 23 de febrer de 1863 Sodji va acceptar el protectorat francès, però el 23 de desembre de 1864, després d'un malentès entre el nou rei Mipkon i l'almirall Lafont de Labedat sobre el bastó reial, el francès va retirar la bandera francesa i va abandonar la zona poc després (2 de gener de 1865). Durant aquests prop de dos anys Porto Novo fou una dependència administrativa de la colònia de Costa d'Ivori-Gabon, governada des del territori de Gabon amb el vell nom d'Establiments Francesos del Golf de Guinea.
Toffa, fill de Sodji, es va exiliar a Tori (a l'est de Porto Novo) i després a Lagos i Mipkon va pujar al tron. Els britànics van inicitar a Toffa a recuperar el poder però aquest no va fer cap pas i va acabar refugiat a la cort de Da-Da Glélé Kini-Kini, rei de Dahomey. Mési va succeir a Mikpon el 1872 però va morir abans de dos anys (1874) i Toffa llavors va retornar amb 200 soldats que li havia ofert el rei de Dahomey i va expulsar al príncep Sogningbé que estava a punt de proclamar-se rei; fou consagrat rei el 16 de setembre de 1874.
Per prendre distància amb el seu poderós veí i per la seva malfiança dels anglesos que s'havien apoderat de Dangbo i Kéténou (26 de setembre de 1879) que pertanyien al regne de Porto Novo, Toffa va signar el 14 d'abril de 1882 un tractat de protectorat amb França. El 1886 el protectorat va formar part dels Establiments Francesos del Golf de Benín.
El 1889 el regne de Dahomey va fer una incursió contra Porto-Novo; Toffa va fugir i la ciutat i el seu palau (honmè) foren saquejats. En endavant Toffa va estar cada vegada més proper dels francesos. Kéténou fou cedit per la Gran Bretanya a França l'1 de març de 1890, a canvi de Pokrah (o Pocrahj) i del riu Addo. Dangbo i Kéténou va retornar a Porto-Novo i el rei Houngbo de Kéténou (que havia demanat el protectorat britànic) fou deportat a Gorée.
Porto-Novo va servir de base a la primera i a la segona guerra de Dahomey de 1890 a 1894. Toffa va proveir als francesos amb 2000 portadors que foren reclutats sovint a la força (de fet els francesos li donaven una prima per cada portador). Després de la victòria els francesos van oferir el tron en fusta daurada d'Abomey a Toffa que va afegir al seu títol d' abobo el de « mestre de Béhanzin » (darrer rei de Dahomey). El 22 de juny de 1893 (sis mesos després de l'annexió de Ouidah) es va crear la colònia de Porto-Novo però el regne es va conservar com un protectorat dins d'aquesta colònia que mai va tenir vida efectiva. El protectorat sobre el regne de Dahomey fou declarat el 20 de gener de 1894 i el 22 de juny de 1894 es va crear la colònia de Dahomey (oficialment Dahomey i dependències, suposadament per Porto-Novo i la regió costanera) que va incloure l'antiga de Porto-Novo amb el protectorat de Porto-Novo.
El 17 d'octubre de 1899 la colònia de Dahomey va esdevenir part de l'Àfrica Occidental Francesa. A la mort de Toffa, el 7 de febrer de 1908, el protectorat fou suprimit i el regne convertit en cacicat sempre dins de la colònia.